# العجرم (تعز)
العجرم هي إحدى قرى الجمهورية اليمنية. وهي تتبع جغرافيًا لمحافظة تعز. وإداريًا لمديرية الشمايتين. يبلغ تعداد سكانها 963 نسمة حسب الإحصاء الذي جرى عام 2004.